# Biblioteca Județeană „Petre Dulfu” din Baia Mare
|  |

Biblioteca Județeană „Petre Dulfu” din Baia Mare este o bibliotecă publică cu șapte filiale și poartă numele filologului Petre Dulfu. Sediul central al bibliotecii se află în municipiul Baia Mare, reședința județului Maramureș, România.
Biblioteca Județeană „Petre Dulfu” din Baia Mare este o bibliotecă de drept public în subordinea Consiliului Județean Maramureș, cu personalitate juridică, care îndeplinește și funcția de bibliotecă municipală pentru municipiul reședință de județ. Activitatea bibliotecii se desfășoară conform Legii nr.334/2002 privind bibliotecile, Legii nr.111/1995 privind organizarea și funcționarea Depozitului legal de documente, Ordinului ministrului culturii nr.2069/1998 pentru aprobarea Regulamentului de organizare și funcționare al bibliotecilor publice, precum și cu Hotărârea Consiliului Județean Maramureș nr. 50/2020.

## Istoric
La începutul secolului al XX-lea în Baia Mare existau trei categorii de biblioteci:
1. Biblioteci ecleziastice
      1. Biblioteca Parohiei romano-catolice
  2. Biblioteca Ordinului minoriților
  3. Biblioteca Parohiei reformate
2. Biblioteci școlare
      1. Biblioteca Schola Rivulina
  2. Biblioteca Gimnasiului Baia Mare
  3. Biblioteca Societății de lectură a elevilor români din Gimnasiul din Baia Mare
  4. Biblioteca Școlii Miniere din Baia Mare
3. Biblioteci publice
      1. Biblioteca Casinei
  2. Biblioteca Societății de lectură a cetățenilor băimăreni
  3. Biblioteca Muzeului băimărean

În 1944 existau în județul Maramureș (în limitele teritoriale interbelice) 45 de biblioteci publice cu un fond de carte de 21.000 de volume, care funcționau în orașe ori pe lângă școli. În 1949, Decretul Marii Adunări Naționale nr. 17/1949 privind editarea și difuzarea cărții, prevedea că bibliotecile poblice pot fi înființate și organizate de către sindicate; organizații politice, profesionale, culturale și sportive; școli; cămine culturale; instituții publice; persoane juridice și fizice. Acest lucru a determinat o creștere importantă a numărului de biblioteci. Pe 16 martie 1960 Marea Adunare Națională a adoptat Decretul nr. 63/1950 pentru înființarea pe lângă Consiliul de Miniștri a Comitetului pentru Așezămintele Culturale din R.P.R. Comitetul pentru Așezămintele Culturale era succesorul Direcției pentru Așezămintele Culturale care funcționase în cadrul Ministerului Artelor. Prin Hotărârea Consiliului de Miniștri din 5 aprilie 1950 au fost stabilite atribuțiile Comitetului pentru Așezămintele Culturale, printre care erau conducerea rețelei de instituții de stat pentru cultură în masă (biblioteci, muzee), exercitarea controlului de stat asupra activității bibliotecilor și conducerea activității secțiilor culturale ale Sfaturilor Populare. Sfaturile Populare (regionale, raionale, orășenești și comunale) au funcționat între 1950 și 1968, fiind înlocuite de Consiliile Populare care au funcționat până în 1989. Pe lângă Comitetele Executive ale Sfaturilor Populare funcționau mai multe secții printre care Secția Culturală la nivel de regiuni, respectiv Secția Culturii și Artelor la nivel de raioane și orașe. Acestea aveau în subordine bibliotecile regionale, raionale, orășenești și comunale. În septembrie 1950 Marea Adunare Națională a adoptat Legea nr.5/1950 pentru raionarea administrativ-economică a teritoriului Republicii Populare Române, prin care au fost desființate cele 58 de județe și înlocuite cu 28 de regiuni, compuse din 177 de raioane. Cu această ocazie a fost înființată și Regiunea Baia Mare (redenumită Regiunea Maramureș în 1960) cu reședința la Baia Mare. Prin Hotărârea Consiliului de Miniștri din 5 octombrie 1950 a fost înființat pe lângă Comitetul pentru Așezămintele Culturale, Fondul de Stat al Cărții și s-a hotărât crearea de biblioteci regionale, raionale, orășenești și comunale.
Organizarea bibliotecii a început în noiembrie 1950. iar pe 1 ianuarie 1951 a fost înființată Biblioteca Centrală Regională Baia Mare având sediul pe Strada 17 Octombrie nr. 10 (Strada Gheorghe Șincai, de astăzi), cu o suprafață de 190 m2, 3 bibliotecari și un fond de 11.426 volume, fiind deschisă între 8:30-13:30 și 16:30-19:30. Fondul bibliotecii conținea 8.279 cărți și 3.147 broșuri. Din totalul cărților, 4.499 volume erau lucrări de literatură, 2.953 lucrări de ideologie politică, 1.811 lucrări de popularizare și 944 lucrări de literatură pentru copii; 7.319 de volume erau în limba română și 3.213 în limba maghiară. Activitatea cu publicul a început în martie 1951 iar până la sfârșitul anului, au fost înregistrați 858 de cititori și un fond de 18.561 volume, numărul cititorilor ajungând în 1952 la 1.726 (1.244 în aprilie 1952) iar fondul de carte la 23.204 volume. Biblioteca Centrală Regională Baia Mare avea sub îndrumare bibliotecile raionale Carei, Cehu Silvaniei, Lăpuș, Oaș, Satu Mare, Sighet, Șomcuta Mare și Vișeu. Pe parcursul anului 1951 au fost scoase din circuitul public al bibliotecii lucrări cu conținut fascist, anticomunist și antirusesc; cărți polițiste; manualele școlare din perioada 1920-1948; lucrări de filisofie; traduceri din literatura anglo-americană; statute ale partidelor politice și lucrări ale oamenilor de știință și ale scriitorilor plecați din țară. Începând cu 1952, bibliotecile regionale și raionale organizează și trimit la sate biblioteci mobile. La data de 24 septembrie 1952 a fost deschisă Secția pentru copii situată pe Strada Teatrului nr. 4, cu o suprafață de 40 m2 și un fond de 400 volume. De asemenea, în 1952, în scopul prelucrării mai rapide a colecțiilor de documente a bibliotecii, s-a introdus clasificarea zecimală. Categoriile de cititori care frecventau biblioteca erau verificate astfel că „foștii exploatatori, speculanțiii de la orașe și sate, chiaburii să nu fie admiși printre cititorii bibliotecilor”, de acest lucru fiind responsabil îndrumătorul bibliotecilor din cadrul Sfatului Popular Regional. În 1954 biblioteca a fost mutată într-un alt spațiu, din Piața Libertății nr. 21, colț cu Strada Malinovski (ulterior Strada Baia Sprie; Strada Vasile Lucaciu, de astăzi), în care dispunea de o sală de împrumut, un depozit și o sală de lectură cu 20 de locuri, până la sfârșitul anului fiind înregistrați 3.651 de cititori și un fond de 33.555 volume. Lista abonamentelor Bibliotecii Centrale Regionale Baia Mare pe anul 1954 cuprindea titluri precum Scînteia, Scînteia tineretului, Scînteia pionerului, Lupta de clasă, Romînia liberă, Előre, Utunk, Cravata roșie, Timpuri noi, Veac nou, Pace trainică, Luminița, Probleme economice, Știință și tehnică, Flacăra, Călăuza bibliotecarului, Probleme de literatură și artă, Analele de matematică și fizică, Gazeta Învățământului și Pentru socialism. În 1955 s-a hotărât separarea fondului de carte al bibliotecii pentru cele două secții, Împrumut la domiciliu adulți și Sala de lectură. Tot din acest an cu ajutorul organizațiilor de femei activitatea bibliotecii s-a extins și în cartierele orașului prin înființarea primelor biblioteci de casă deservite de casnice, iar lucrărilor unor istorici precum David Prodan, Ioan Lupaș sau Silviu Dragomir sunt repuse în circuitul public. De asemenea, în 1955, pe lângă bibliotecă a luat ființă Cenaclul literar „Vladimir Maiakovski” devenit „Mihai Eminescu” în 1960, apoi „Nord” în 1968. La sfârșitul anului 1956 cei 4.800 de cititori înregistrați au împrumutat în acel an 52.208 de volume. În luna ianuarie a anului 1957 a început reorganizarea secțiilor bibliotecii în: Secția Împrumut; Secția Tineret; Sala de lectură; Secția Muzicală; Biblioteci mobile și biblioteci de casă; Bibliografic; Manifestări de masă; Evidență și catalogare. De asemenea, a început organizarea catalogului de serviciu și a catalogului topografic. Operele unor scriitori ca Ion Minulescu, Mateiu Caragiale, Octavian Goga, Hortensia Papadat-Bengescu sau Ștefan Octavian Iosif au fost reintroduse în circuitul lecturii în 1957. Secția tehnică a bibliotecii a fost înființată în aprilie 1960, fiind situată pe Strada 23 August (Strada Podul Viilor, de astăzi). Începând cu 1960 Biblioteca Centrală Regională Baia Mare devine Biblioteca Regională Baia Mare iar apoi Biblioteca Regională Maramureș. Este efectuată, în 1960, o nouă retragere a cărților devenite „periculoase”, potrivit dispozițiilor Fondului de Stat al Cărții, fiind vizată opera scriitorului Petru Dumitriu, care plecase din țară. La 1 iulie 1962 Secția tehnică a fost mutată din Strada 23 August pe Strada 17 Octombrie nr. 4 într-un spațiu mic și nepotrivit funcționării. În 1963, procesul de desovietizare a României a fost accelerat, astfel că operele lui Nicolae Iorga sau Titu Maiorescu interzise până atunci sunt repuse în circulație. Fondul de carte al bibliotecii a crescut continuu ajungând în 1954 la peste 28.000 de volume, iar în 1965 la peste 72.000 de volume. Dintr-un raport al directorului Bibliotecii Regionale Maramureș din 1965 reiese că publicațiile din fondul bibliotecii erau împărțite, după limbă, astfel: limba română 74%, limba maghiară 20%, limba germană 2,5%, limba franceză 2% și limba rusă 1,5%. Dintre revistele cultural-literare biblioteca avea abonament la Gazeta literară, Viața Românească, Orizont, Tribuna, Cinema, Teatru, Muzica, Ateneu, Secolul 20, Revista muzeelor și Revista arhivelor. Secția pentru copii a fost mutată la începutul anului 1964 în Piața Libertății nr. 6, colț cu Strada Crișan. Prima filială a bibliotecii, Filiala nr.1, în Strada Valea Roșie (în Parcul 23 august, Parcul Regina Maria de astăzi) fost inaugurată în 1964, urmată de Filiala nr.2 în Strada Lenin (Strada Nicolae Iorga, de astăzi). Din 1965, bibliotecii i se atribuie și rolul de depozit legal. La cea dată biblioteca era organizată astfel: Serviciul Relații cu cititorii (Secțiile împrumut adulți și sala de lectură, copii, tehnică, colecții speciale, biblioteci filiale și biblioteci mobile, completare, evidență și catalogare), Serviciul metodico-bibliografic și Secția economico-administrativă. În 1968, ca urmare a reorganizării administrative a teritoriului țării, Biblioteca Regională Maramureș devine Biblioteca Municipală Baia Mare. Prin Decizia nr. 2/1967 a Comitetului de Stat pentru Cultură și Artă au fost desființate bibliotecile mobile. Biblioteca Municipală Baia Mare, în 1968, avea 24 de angajați și era organizată astfel: Secția de completare, evidență și organizarea colecțiilor; Serviciul de relații cu cititorii; Secția Colecții Speciale și Serviciul economico-administrativ. Din 1969 Secția pentru copii își desfășoară activitatea în Strada 1 Mai iar Filiala nr.1 de pe Strada Valea Roșie a fost închisă. În aceste condiții, Filiala nr.2 a devenit Filiala nr.1. La sfârșitul anului 1970 biblioteca a fost vizitată de 8.536 cititori care au împrumutat în acel an 220.000 de volume. Sunt organizate în 1971 compartimentele informare bibliografică și legătoria. În 1975 prin reorganizare Biblioteca Municipală Baia Mare devine Biblioteca Județeană Maramureș. În februarie 1979 Bibliotecii Județene Maramureș i s-a transferat de la Teatrul Dramatic un autobuz TV 20 M care a fost transformat într-o autobibliotecă volantă („bibliobus”). Acesta a vizitat cartierele municipiului Baia Mare în următorii ani, fiind scos din funcțiune la 1 octombrie 1985. În 1977, biblioteca era frecventată zilnic de 430 cititori care au împrumutat peste 1.000 de volume. Biblioteca Județeană Maramureș, în 1978, a fost vizitată de 14.500 cititori care au citit 321.000 de volume, frecventa zilnică fiind de 464 cititori  care au îprumutat 1.050 de cărți iar în 1979, a înregistrat 15.110 cititori, media fiind de 462 de cititori pe zi. Începând din 1980, pe fondul restricțiilor bugetare, s-a redus drastic numărul abonamentelor la periodice, bibliotecile județene putându-se abona la 5-10 periodice românești. Filiala nr.2, deschisă în 1986 în localul de pe Strada 1 Mai unde a funcționat Secția pentru copii a fost urmată de Filiala nr.3 de pe Bulevardul Traian, nr. 6 deschisă în 14 ianuarie 1988. Are loc o nouă retragere din circuitul public al lecturii a cărților unor autori plecați din țară precum Dorin Tudoran ori Nikolaus Berwanger. Începând cu anii '60 au demarat demersurile pentru construirea un edificiu destinat special unei biblioteci publice, deoarece documentele de bibliotecă nu puteau fi păstrate în condiții corespunzătoare în lipsa unui spațiu adecvat. În 1978 prin Decretul Consiliului de Stat nr. 535/1978 privind exproprierea unor terenuri și construcții, demolarea unor construcții din Baia Mare, județul Maramureș, s-a aprobat construirea unei biblioteci în Baia Mare iar în anul 1986 Comitetul Executiv al Consiliului Popular al județului Maramureș prin Decizia nr.196/1986 a aprobat Planul de situație, lucrarea fiind introdusă în planul investițiilor cincinalului 1986-1990, sediul bibliotecii urmând să fie ridicat în Bulevardul Independenței nr.4B, lângă Casa de Cultură. În 12 februarie 1985, Biblioteca Județeană Maramureș a fost închisă, prin hotărârea Comitetului Executiv al Consiliului Popular al județului Maramureș, deoarece spațiul bibliotecii era atât de deteriorat, încât siguranța persoanelor nu putea fi garantată. Biblioteca, cu un fond de 210.000 volume, în august 1985, s-a mutat într-un nou sediu, situat pe Strada Victoriei, nr. 76, un cămin studențesc dezafectat ce aparținea Facultății de filologie a Institutului de Învățământ Superior Baia Mare. În acest spații, la 1 iulie 1985. pentru început au fost deschise Secția pentru copii și Sala de lectură. În conformitate cu dispozițiile privind reducerea consumului de energie electrică și combustibil ale Comitetului pentru Cultură și Educație Socialistă Biblioteca Județeană Maramureș este nevoită din 1985 să reducă programul, să înlocuiască iluminatul incandescent cu cel fluorescent și să renunțe la aparatele electrice. În 1986 pragul bibliotecii a fost trecut de 20.201 cititori care au împrumutat 633.565 de cărți, o medie zilnică de 801 cititori și 2.111 cărți împrumutate. Cabinetul Bibliotecii Centrale de Stat trimte pe 9 mai 1988 o notă secret de serviciu prin care sunt retrase din circuitul public operele unor autori. Printre aceștia erau Paul Goma, Herta Müller, Mihnea Berindei, Aristide Buhoiu, Nicolae Balotă sau Bujor Nedelcovici. Altă notă secret de serviciu din 9 octombrie 1988 stabilea interdicția de a da persoanelor străine informații privitoare la activitatea cultural-educativă și artistică fără aprobarea Comitetului pentru Cultură și Educație Socialistă și a organelor locale. Comitetul pentru Cultură și Educație Socialistă transmite bibliotecilor, în 20 octombrie 1989, că pentru iarna 1989-1990 să fie redus la minimum consumul de energie și să folosească cât mai mult lumina naturală, și să restrângă „numărul și durata acelor manifestări cultural-educative pentru public care necesită consum de energie electrică și termică”. După Revoluția din 1989, la contextul scoaterii din bibliotecile publice a cărților ceaușiste, Biblioteca Județeană Maramureș a luat hotărârea de a păstra din fiecare titlu câte un exemplar pentru documentare, atât la Secția Împrumut adulți cât și la Sala de lectură. La 11 februarie 1991 Primăria Baia Mare a dispus evacuarea Filialei nr.2, din localul de pe Strada 1 Mai, spațiul fiind repartizat unui birou notarial. În locul acelui spațiu biblioteca a primit un local pe Strada Cetății nr. 2 care nu a putut fi folosit, astfel Filiala nr.2 a fost închisă. Prin aceași decizie și Filiala nr.1 din Strada Nicolae Iorga trebuia evacuată dar acest lucru a fost evitat prin străduințele conducerii bibliotecii.
Pe 19 iunie 1991 a început construcția noului sediu al bibliotecii, după un proiect realizat de arhitecții Maria Mulea, Francisc Szaniszló, Gheorghe Florescu și tehnician arhitect Suzana Barra, care spre deosebire de clădirile anterioare era destinat de la începutul proiectului să găzduiască o bibliotecă publică. La data de 10 decembrie 1992, prin Decizia nr. 102/1992 a Consiliului Județean Maramureș, bibliotecii îi este atribuit numele „Petre Dulfu”. De la acest moment vor mai trece peste zece ani pentru finalizarea construcției, perioadă de timp marcată de întârzieri din cauza lipsei surselor de finanțare și a birocrației. Informatizare activităților de bibliotecă a debutat în 1992, prin implementarea programului CDS/ISIS (Computerised Documentation Service/Integrated Set of Information Systems) dezvoltat și distribuit de către UNESCO. La acel moment biblioteca avea în dotare un calculator IBM Personal Computer/AT 286, unul IBM Personal Computer/AT 386 și două imprimante, una matriceală și una laser. Procesul de informatizare a fost amplificat prin achiziționarea programului TINLiB (The Information Navigator for Libraries) în mai 1996. Din vara lui 1997, cititorii au putut utiliza diverse servicii ale bibliotecii prin accesarea bazei de date informatizate. Secția pentru copii a fost închisă din 1 septembrie 1999, fiind evacuată de la etajul III al căminului studențesc în care își desfășura activitatea. Fondul Secției pentru copii a fost mutat în iarna 1999-2000 în noul sediu, în încăperi nefinisate, astfel că în aprilie 2000 secția a putut fi redeschisă. Începând cu mai 2000 s-au făcut pregătiri pentru ca fondul bibliotecii, care număra în acel moment 320.000 de volume, să fie mutat în noul sediu și pentru deschiderea provizorie a secțiilor. De asemenea, pe 10 decembrie 2001 este inaugurată Filiala „Centrul de zi pentru vârstnici” din Baia Mare. Finisarea și mobilarea în etape a celor trei niveluri destinate publicului, în anul 2003, permite organizarea definitivă a colecțiilor și deschiderea completă a sediului nou. La data de 28 mai 2010 a fost deschisă Filiala „Penitenciar”. Pe 16 iunie 2011 a fost inaugurată Filiala „Firiza” iar pe 4 mai 2012 a fost inaugurată Filiala „Centrul de zi Romanii”. În 2013 a continuat informatizare activităților de bibliotecă, fiind implementat programul eBiblioPhil. În 2012 biblioteca era vizitată zilnic de către aproximativ 1.200 persoane, în 2013 și 2014 de 1.000 persoane iar în 2015 de peste 1.200 de persoane.

## Petre Dulfu
Biblioteca poartă numele scriitorului, poetului, profesorului și traducătorului Petre Dulfu (n. 10 martie 1856 Tohat - d. 31 octombrie 1953, București). Născut în Tohat, comitatul Solnocul de Mijloc, Marele Principat al Transilvaniei, astăzi localitate componentă a orașului Ulmeni, Maramureș, acesta și-a efectuat studiile primare și liceale în Baia Mare. În timpul liceului, la Gimnaziului din Baia Mare, a fost membru și bibliotecar al „Societatea de lectură a elevilor români din Gimnasiul din Baia Mare”. În 1873 a debutat în revista „Familia”, condusă de Iosif Vulcan. A urmat cursurile Facultății de Litere și Filosofie din cadrul Universității Franz Joseph din Cluj obținând, în 1881, diploma de doctor în filosofie cu o lucrare dedicată activității literare a lui Vasile Alecsandri. După terminarea studiilor s-a stabilit în București, desfășurând o bogată activitate literară și didactică până la sfârșitul vieții. A fost premiat de către Academia Română pentru opera „Isprăvile lui Păcală” și pentru traducerile din Euripide (Ifigenia în Taurida și Ifigenia în Aulis).

## Accesul
Accesul la colecțiile bibliotecii se face gratuit, deoarece este o bibliotecă de drept public, pe baza unui permis de cititor în conformitate cu Regulamentul de organizare și funcționare al acesteia. La înscriere, fiecare utilizator completează și semnează Contractul de utilizare a serviciilor bibliotecii, care se constituie într-un act juridic având rol de titlu executoriu, eliberându-i-se, pe baza actului de identitate, permisul de cititor, valabil pe o perioadă de cinci ani. Anual, în scopul actualizării informațiilor și a vizării permisului utilizatorul este obligat să prezinte actul de identitate și să furnizeze eventualele modificări ale statutului profesional. Înscrierea copiilor sub 14 ani se face pe baza certificatului de naștere al copilului și a actului de identitate a unuia dintre părinți sau tutori, cărora le revine răspunderea materială ca semnatari ai contractului de utilizatori principali. Împrumutul la domiciliu și restituirea cărților se face în sistem informatizat, cu prezentarea permisului de cititor. Se pot împrumuta maximum 3 cărți o dată, excepție fac persoanele vârstnice și cele dezavantajate, care pot împrumuta, la cerere, cel mult 5 cărți din literatura de consum. Pe fișa titularului nu au voie să împrumute alte persoane. Termenul de împrumut este de 21 de zile, care poate fi prelungit o singură dată, cu încă 21 de zile, cu avizul bibliotecarilor. Documentele aflate în colecțiile bibliotecii au statut de bunuri culturale comune ori de bunuri culturale din patrimoniul cultural național mobil. Documentele din categoria bunurilor culturale comune sunt constituite în colectii uzuale destinate împrumutului la domiciliu și colecții de bază destinate consultării în sala de lectură. Documentele din categoria bunurilor culturale de patrimoniu constituite în Colecții speciale sau în regim de Depozit Legal pot fi consultate doar în sala de lectură. Toate documentele din colecțiile bibliotecii sunt introduse în catalogul electronic. Acest catalog se realizează începând cu anul 2000 și a înlocuit sistemul de cataloage în regim tradițional, care a funcționat până în anul 1999. Accesarea catalogului electronic se poate face prin vizitarea paginii web a bibliotecii,

## Activitate
„ Bibliotecile publice și-au câștigat în ultimii ani un binemeritat loc de onoare în cetate. E un semn bun pentru societatea civilă, dar și o rasplată morală pentru eforturile depuse întru acest scop, de către breasla bibliotecarilor, dominată de spirit vocațional. ”— Teodor Ardelean ,  Mesajul directorului
Biblioteca Județeană „Petre Dulfu” „servește interesele de informare, studiu, educație, lectură și recreere ale utilizatorilor din municipiul Baia Mare și județul Maramureș, oferind acces liber, gratuit și nediscriminatoriu la informație și cunoaștere, prin baza de date și colecțiile proprii.”
Biblioteca Județeană „Petre Dulfu” coordonează activitatea bibliotecilor publice de pe raza județului Maramureș și elaborează norme privitoare la funcționarea bibliotecilor publice municipale și orășenești din județ. Finanțarea Bibliotecii Județene „Petre Dulfu” Baia Mare se realizează din subvenții bugetare, acordate de la bugetul local, prin bugetul Consiliului Județean Maramureș. Colecțiile bibliotecii se constituie și se dezvoltă prin transfer, schimb interbibliotecar național și internațional, donații, legate și sponsorizări, precum și prin achiziționarea unor servicii culturale de bibliotecă, respectiv achiziționarea de documente specifice, publicații, cărți vechi și din producția editorială curentă.
Biblioteca Județeană „Petre Dulfu”, situată pe Bulevardul Independenței nr.4B, are o suprafață desfășurată de 8253 m2, fiind proiectată să ofere spații pentru învățare, joacă și socializare, precum și spații pentru expoziții temporare, conferințe sau lansări de carte. Construcția are șapte niveluri (demisol, parter, etajele I, II, III, IV, V), dintre care patru sunt accesibile utilizatorilor bibliotecii (demisol, parter, etajele I și II) iar trei niveluri (III, IV și V) găzduiesc depozite de carte. În cadrul bibliotecii funcționează șapte săli de lectură: Sala de lectură „George Pop de Băsești”, precum și sălile de lectură din cadrul serviciilor: Fondul Documentar al Academiei Române și Secției pentru Copii și Tineret, dar și a compartimentelor: Periodice, Colecții speciale, Mediatecă, American Corner. De asemenea, biblioteca oferă facilități speciale pentru copii în spațiile destinate educației prin joc: Ludoteca și Sala „Mircea Pop”, unde sunt organizate ateliere de lectură și creație, ore deschise, expoziții, în parteneriat cu alte organizații educaționale din județ. Spații destinate conferințelor, lansărilor de carte, evenimentelor științifice, dezbaterilor, expozițiilor, recitalurilor muzicale, dar și formărilor profesionale sunt Sala de conferințe, Salonul artelor, Cabinetul de medalistică, Sala de cenaclu „Ion Burnar”, Sala CompuTEEN și Cabinetul Memorial „Iosif Herțea”. Utilizatorii bibliotecii beneficiază de acces gratuit la rețeaua IT a bibliotecii (calculatoare, imprimante, scanere, cititoare de cărți electronice și fotocopiatoare), și, de asemenea, în zonele de socializare, de conexiune Wi-Fi gratuită.

### Secții
Activitatea cu publicul, la sediul central, este deservită de:
- Împrumut carte pentru adulți

Fondul secției, de peste 188.000 volume, este așezat pe trei module cu acces liber la raft: lingvistică, filologie, literatura română; literatura universală; civilizație, filosofie, religie, stiințe, geografie, istorie. Fiecare modul este dotat cu calculatoare cu acces pentru utilizatori. Pentru persoanele cu deficiențe de vedere a fost amenajat un spațiu dotat cu cititoare DAISY și cărți în format audio. În cadrul secției funcționează „Colțul Coreean” (Kurean Corner).
- Multiculturalia

Oferă cititorilor cărți în limbi străine, cu excepția limbii engleze. pentru împrumut la domiciliu. Dispune de un fond de peste 17.000 volume compus din cărți pentru învățarea limbilor; gramatici, lucrări de lingvistică, ghiduri de conversație; literatură beletristică și literatură nonbeletristică. Dicționare, enciclopedii, tratate, albume, atlase și reviste pot fi consultate în regim de sală de lectură.
- Secția pentru copii

Dispune de peste 57.000 volume și oferă pentru studiu lectură școlară obligatorie, scrieri pentru copii din literatura română și universală, precum și lucrări din celelalte domenii ale cunoașterii umane. Dicționare, enciclopedii, culegeri de texte literare și gramaticale, culegeri de probleme, antologii precum și o colecție de reviste pot fi consultate în regim de sală de lectură. De asemenea, publicația semestrială a bibliotecii „Bibliotheca septentrionalis”, apare cu un supliment pentru cititorii elevi intitulat „Fascinația lecturii”.
Atelierul de creație „Mircea Pop” (Sala „Mircea Pop”) dispune de 45 de locuri, fiind destinat desfășurării unor activități practice, ore de artă plastică, ore de lectură (poezie, basm), ore speciale (literatură, caligrafie, istorie, geografie, religie, dirigenție). În fiecare zi au loc diferite cercuri pentru copii și tineret susținute de voluntari.
- Ludoteca

Ludoteca este spațiul interferenței dintre joc, lectură, informație, dotată cu jucării, jocuri tradiționale (șah, remy), cărți-jucării, jocuri electronice, toate folosite în scopul educării și informării prin distracție și joc.
- Sala de lectură carte

Sala de lectură „George Pop de Băsești” oferă spre consultare colecții de factură enciclopedică, în total peste 148.000 de volume. Accesul direct al cititorilor la bazele de date cu înregistrări bibliografice se face prin intermediul a 8 calculatoare. Cititorii au acces gratuit fără fir la rețeaua Internet, având posibilitatea de a redacta referate, lucrări de diplomă. De asemenea, utilizatorii sălii de lectură pot beneficia de împrumutul interbibliotecar (prin care biblioteca poate obține, prin împrumut, de la o altă bibliotecă, anumite documente cerute de utilizatori, inexistente în colecțiile proprii), consultarea publicațiilor cerute prin împrumut interbibliotecar făcându-se numai la sala de lectură a bibliotecii.
- Sala de lectură periodice

Oferă cititorilor un fond de peste 42.000 volume, constituit începând cu 1950, de reviste și ziare cu caracter enciclopedic din domeniile cultură, geografie, natură, turism. IT, artă, muzică, economie, istorie, politică, medicină, monden și amenajări interioare. De asemenea, oferă informații legislative prin colecțiile Monitorul Oficial și prin programul informatic LEX EXPERT, prin care se oferă legislație actualizată în format electronic.
- Mediatecă

Dispune de unități bibliografice diverse filme, diafilme, diapozitive, discuri, casete audio și video, CD-uri, CD-ROM-uri, DVD-uri. Sala multimedia oferă 12 locuri, conectate la sistemul informatic al bibliotecii, permițând accesul individual la audierea documentelor existente. Utilizatorii au acces la audiții individuale de CD-uri audio cu muzică, texte literare recitate; vizionări enciclopedii, CD-ROM-uri interactive, ghiduri turistice pe DVD; vizionarea manualelor electronice interactive de învățare a unor limbi de circulație internațională; acces Internet gratuit în scopuri de informare și cercetare; completarea și aprofundarea cunoștințelor oferite de bibliotecă pe suport tradițional și posibilitatea redactării de lucrări de diplomă, a lucrărilor de seminar ori referate, un editor de texte este instalat pe fiecare din cele 12 stații de lucru.
- Fondul Documentar al Academiei Române

Inaugurată în 2014, secția asigură un fond de peste 3.000 de cărți, lucrări de referință de la Editura Academiei Române sau lucrări de specialitate ale centrelor universitare din țară. Volumele au fost achiziționate sau primite de la Academia Română, dar și de la alte instituții. Desfășoară activități de cercetare științifică prin care sunt promovate cultura si civilizația locală și națională, asigură servicii de consultare, în regim de sală de lectură, a tuturor tipurilor de documente din colecțiile proprii. De asemenea, organizează sau colaborează cu alte instituții de cultură pentru realizarea unor manifestări sau evenimente culturale.
- Colecții speciale

Oferă peste 22.000 volume carte și periodice cu valoare patrimonială, românești și străine, care pot fi consultate în regim de sală de lectură. În fondul colecției se regăsesc carte românească veche, carte străină veche, ediții prime, ediții de lux, lucrări cu autografe și dedicații și ediții de dimensiuni neobișnuite (liliput sau foarte mari). Printre cărțile ce pot fi consultate se numără cea mai veche carte străină existentă în fond, Lorenzo Valla „De linguae latinae elegantia libri six” (Paris, 1538) și cea mai veche carte românească existentă în fond, „Pravila de la Govora” (1640).
- „Britannica” și „American Corner”

Oferă publicului spre consultare o colecție de peste 18.000 de volume de literatură, istorie, geografie, sistem politic și juridic american, artă, economie, cultură, jurnalism, sănătate, arhitectură, sport; materiale de învățare a limbii și literaturii engleze (gramatici, cursuri pentru examene de specialitate, critică literară); literatură beletristică și științifică pe suport electronic; casete video cu filme documentare (educație civică, biografii, istorie); DVD-uri cu filme documentare și artistice; casete audio și CD-uri.
„American Corner” Baia Mare se află la sediului central al bibliotecii, în cadrul secției de carte în limba engleză, Sala „Britannica”. „American Corner” în România sunt parteneriate între Ambasada SUA din România și bibliotecile publice din țară, beneficiind de sprijinul consiliilor județene; ele sunt atât centre de documentare pentru publicul larg, interesat de cultura și civilizația americană, cât și o platformă pentru programe comune. Ele oferă o colecție de materiale care acoperă subiecte referitoare la cultura, modul de viață și valorile americane, atât ca evoluție istorică, cât și ca parte a societății americane contemporane.

### Informare bibliografică și documemtară
Biblioteca Județeană „Petre Dulfu”, în scopul informării bibliografice și documemtare, pune la dispoziția cititorilor aproximativ 450.000 fișe, parțial adnotate, cuprinzând: informații curente și retrospective privitoare la istoria, geografia, economia, viața social-politică și culturală a județului Maramureș (fișier general) și a localităților din județ (fișier „Localia”); referințe bibliografice privitoare la biografia și opera unor oameni de seamă care s-au nascut ori și-au desfășurat activitatea în Maramureș (fișier „Personalia”) și informații faptice (cronologice) despre evenimente deosebite desfășurate în județul Maramureș.

### Brevetoteca
În cadrul Bibliotecii Județene „Petre Dulfu” funcționează o brevetotecă, care găzduiește Centrul Regional Maramureș al Oficiului de Stat pentru Invenții și Mărci (din anul 1999) și Oficiul Român pentru Drepturile de Autor (din anul 2012). Centrul Regional Maramureș al O.S.I.M. și al O.R.D.A. funcționează în baza unui parteneriat public-privat, pe platforma Fundației „Centrul Pentru Dezvoltarea Întreprinderilor Mici și Mijlocii” Maramureș și face parte dintr-o rețea națională de 16 centre regionale sub directa coordonare a Oficiului de Stat pentru Invenții și Mărci și a Oficiului Român pentru Drepturile de Autor. Brevetoteca oferă informații în următoarele domenii: invenții; modele de utilitate; mărci de fabrică, produs și servicii; drept de autor; desene și modele (design); topografii de circuite integrate; protecție împotriva concurenței neloiale; informații nedivulgabile (know-how); indicații geografice; nume de domenii; denumiri de origine; produse tradiționale. Brevetoteca pune la dispoziția celor interesați consultanță primară în domeniul proprietății intelectuale; cercetări documentare selective privind stadiul mondial al tehnicii și portofoliul de brevete, mărci, desene, și modele deținut de anumite persoane fizice și/sau juridice; întocmirea cererilor de protecție naționale și internaționale pentru invenții, mărci, design, reprezentare în fața oficiilor naționale și internaționale; sprijin pentru evaluarea sau comercializarea invențiilor, mărcilor, modelelor de utilitate; baze de date naționale și internaționale în domeniul mărcilor, brevetelor și design-ului; cărți, broșuri, reviste de specialitate; legislație și lucrări cu caracter juridic și consiliere în cazul încălcării drepturilor de proprietate intelectuală.

### Activitate editorială
- Revista „Bibliotheca Septentrionalis”

Apare din ianuarie 1993. Buletin semestrial având următoarele domeniile de interes: istoria cărții și a bibliotecilor, dialoguri profesionale, viața personalităților și localităților din Maramureș, aniversările și evenimentele culturale importante din județ. Acesta cuprinde un supliment pentru cititorii elevi intitulat „Fascinația lecturii”.
- Revista „Familia română”

Apare din 1999. Revistă de cultură și credință românească editată împreună cu Asociația Culturală „Familia română”. „Revista Familia Română a pornit la drum [...] cu intenția de a face față unei nevoi de multă vreme și de către multe persoane semnalată și anume aceea de a pune bazele unei publicații sobre, realiste și de bun-simț adresate tuturor românilor, oriunde s-ar afla ei în lume și orice confesiune sau crez politic ar îmbrățișa, spre a le ține trează conștiința de neam, de a le aminti că fac parte dintr-o familie străveche și onorabilă, care a dat și continuă să dea lumii valori de primă mărime în multiple domenii de activitate.”
- Calendarul cultural

Apare din 2011. Acesta este calendarul activităților culturale și al manifestărilor de popularizare a colecțiilor Bibliotecii Județene „Petre Dulfu” Baia Mare. Se poate accesa și în format PDF.
- Cărți

De asemenea, în cadrul diverselor programe și proiecte derulate de-a lungul anilor au fost editate o serie de cărți, lucrări precum „100 de ani de la Marea Unire – 100 de maramureșeni care au făcut istorie” (în cadrul programelor culturale: ”Maramureșul perpetuu” și ”Maramureșul un ținut milenar pentru un an centenar”), „Caiete biobibliografice” (în cadrul programului cultural ”Maramureș – oameni, locuri, evenimente”) sau „Satul maramureșean: respice – adspice – prospice”(în cadrul proiectului ”Maramureșul oglindit în scrieri”)

### Programe și proiecte
Biblioteca Județeană „Petre Dulfu”, împreună cu instituții publice și organisme neguvernamentale, de cultură ori educaționale, a derulat de-a lungul anilor diverse programe și proiecte precom:
- Programe pentru susținerea proiectelor europene și internaționale

1. Proiectul „Coliblite” (2018-2019) Proiect realizat în parteneriat cu școli, biblioteci, organizații de tineret și centre comunitare situate în Olanda, Marea Britanie, Italia și România, care desfășoară activități în comunități defavorizate.
2. Proiectul „Baia Mare – Coreea: Biblioteca publică – punte între popoare” (2019) Proiect realizat în vederea transferului de abilități și competențe, precum și schimbului de experiențe și de bune practici între bibliotecarii din Coreea și cei din Baia Mare.

- Programe de automatizare și informatizare a serviciilor

1. Proiectul „Biblioteca în contextul informațional actual și al viitorului apropiat” (2017-2019) Proiect de actualizare a resurselor tehnologice și informaționale moderne (calculatoare, periferice, scanere, fotocopiatoare).
2. Proiectul „Network Intrusion Detection System” (2017) Proiect de configurare a unui sistem informatic cu scopul de a detecta în timp real atacurile informatice, de a le înregistra și bloca prin modificarea regulilor de firewall.

- Programe pentru dezvoltarea colecțiilor: achiziția și prelucrarea unităților de bibliotecă

1. Proiectul „Continuitate, diversitate, actualitate – elemente esențiale ale politicii de achiziții” (2017-2019) Orientarea achizițiilor în funcție de profilul bibliotecii, de specificul și necesitățile utilizatorilor, și de fondurile de achiziții.
2. Proiectul „Libromar 2019” (2019) Proiect realizat cu scopul de a achiziționa documente de bibliotecă pentru toate bibliotecile din județ.[175]

- Programe de valorificare a colecțiilor; utilizarea serviciilor bibliotecii în scop informativ, educativ, cultural

1. Proiectul „Anticariatul donatorilor” (2018-) Proiect care are ca scop salvarea și oferirea în mod gratuit a cărților primite din donații de la persoane fizice.[176][177][178]
2. Proiectul „Der, Die, Das – German Corner” (2019) Proiect conceput cu scopul înființării unui spațiu destinat fondului de carte german, ca răspuns la nevoile elevilor și studenților din cadrul secțiilor de limbă germană, precum și la cele ale utilizatorilor etnici din cadrul comunității.

- Programe de cercetare științifică și informare bibliografică

1. Proiectul „Oameni și locuri în memoria Maramureșului” (2017-2019) Proiect de valorizare a personalităților maramureșene, în materiale documentare și resurse biobibliografice.
2. Proiectul „Maramureșul perpetuu” Proiect de valorificare a tuturor resurselor antropologice, istorice și de memorie locală în conținutul unor tipărituri proprii, de profil.[179][180]

- Programe de marketing și animație culturală

1. Proiectul „Cărți de vitrină – lecturi pentru toată lumea” (2009-) Proiect conceput pentru a evidenția noile apariții editoriale, prin realizarea unor vitrine și expoziții de carte.[181]
2. Proiectul „Multiculturalitate și identitate etnică” (2017-2019) Proiect de promovare a diversității culturale.

- Program Maramureș – un ținut milenar pentru un an centenar

1. Proiectul „100 de ani de la Marea Unire – 100 de maramureșeni care au făcut istorie” (2018) Proiect ce are ca scop realizarea unei conferințe naționale și a volumului cu același titlu.[182][183]
2. Proiectul „Imaginea Marii Uniri în colecțiile bibliotecii” (2018) Proiect ce are ca obiectiv realizarea unei bibliografii a Marii Uniri din colecțiile bibliotecii.

- Program Biblioteca pentru toți

1. Proiectul „COMEUROBIB” (2001-) Proiect care constă în înființarea și sprijinirea activității bibliotecilor românești din lume prin dotarea cu carte românească.[184][185][186][187]
2. Proiectul „Zilele filmului pentru copii” (2005-) Este o alternativă de petrecere a timpului liber în mijlocul cărților, jucăriilor și jocurilor educative, într-un mediu prietenos și atractiv. Timp de două săptămâni copiii pot viziona câte două filme pe zi: unul de desene animate, dublat în limba română, care se adresează preșcolarilor și un film artistic. Scopul proiectului este de a-i apropia pe copii de bibliotecă și lectură.[188][189]

- Program Inovarea tehnologică – factor de dezvoltare a bibliotecii

1. Proiectul „Biblioteca Live” (2017) Proiect de implementare a unui sistem pentru transmiterea în direct și arhivarea online, pe canalul YouTube, a evenimentelor desfășurate în Sala de conferințe a bibliotecii.

- Program Biblioteca – un sprijin pentru viață!

1. Proiectul „Internetul – avantaj sau dezavantaj?” (2019) Proiect educativ, avându-i ca beneficiari, atât pe adulți, cât și pe copii prin intermediul părinților, dorind să conștientizeze asupra beneficiilor, dar și a dezavantajelor pe care le poate avea utilizarea Internetului.

- Program Biblioteca – consilier de specialitate

1. Proiectul „De la autocunoaștere la cunoașterea cititorului” (2017-2019) Proiect realizat în scopul dezvoltării potențialului profesional și personal al bibliotecarilor, de creștere a asertivității /empatiei cu utilizatorii.

### Filiale
Activitatea cu publicul, pe lângă sediul central, este deservită de filiale:
- Filiala „Nicolae Iorga”

Situată pe Strada Nicolae Iorga, nr. 2 din Baia Mare, dispune de un fond de carte enciclopedic, de peste 26.000 volume, pentru împrumut la domiciliu.
- Filiala „Ion Șiugariu”

Situată pe Strada Gării, nr. 6 din Baia Mare, dispune de un fond de carte enciclopedic, de peste 32.000 volume, pentru împrumut la domiciliu.
- Filiala „Traian”

Situată pe Bulevardul Traian, nr. 6 din Baia Mare, dispune de un fond de carte enciclopedic, de peste 80.000 volume, atât pentru împrumut la domiciliu cât și în regim de sală de lectură.De asemenea, cititorii au acces gratuit la rețeaua Internet, în scopuri de informare și cercetare.
- Filiala „Firiza”

Situată pe Strada Lacului, nr. 1A, Firiza, localitate componentă a municipiului Baia Mare, dispune de un fond de carte enciclopedic, de 10.000 volume, atât pentru împrumut la domiciliu cât și în regim de sală de lectură. De asemenea, cititorii au acces gratuit la rețeaua Internet, în scopuri de informare și cercetare.
- Filiala „Centrul de zi pentru vârstnici”

Situată pe Strada Săsar, nr. 3, din Baia Mare, dispune de un fond de carte destinat vârstei a treia, de 2.000 volume în regim de sală de lectură. De asemenea, cititorii au acces gratuit la rețeaua Internet, în scopuri de informare și cercetare.
- Filiala „Centrul de zi Romanii”

Situată pe Strada Electrolizei, nr. 8A, CT 41 din Baia Mare, funcționează în cadrul Centrului Comunitar Romanii, oferind împrumut la domiciliu al fondului de carte și acces gratuit la rețeaua Internet, în scopuri de informare și cercetare.
- Filiala „Penitenciar”

Situată pe Strada Forestierului, nr. 217 din Baia Sprie, funcționează în cadrul Penitenciarului Baia Mare și dispune de un fond de carte destinat persoanelor private de libertate, de 4.500 volume, în regim de împrumut.
| \| „Nicolae Iorga”„Ion Șiugariu”„Traian”„Centrul de zi pentru vârstnici”„Centrul de zi Romanii” Filialele Bibliotecii Județene „Petre Dulfu” din Baia Mare \| „Firiza” Filialele Bibliotecii Județene „Petre Dulfu” din Firiza, Baia Mare \| „Penitenciar” Filialele Bibliotecii Județene „Petre Dulfu” din Baia Sprie \| |                                                                             |                                                                           |
| „Nicolae Iorga”„Ion Șiugariu”„Traian”„Centrul de zi pentru vârstnici”„Centrul de zi Romanii” Filialele Bibliotecii Județene „Petre Dulfu” din Baia Mare | „Firiza” Filialele Bibliotecii Județene „Petre Dulfu” din Firiza, Baia Mare | „Penitenciar” Filialele Bibliotecii Județene „Petre Dulfu” din Baia Sprie |

## Structura
Structura Bibliotecii Județene „Petre Dulfu” este prevăzută în Regulamentul de organizare și funcționare și în Organigrama acesteia. În cadrul bibliotecii funcționează un Consiliu de Administrație condus de către directorul bibliotecii, în calitate de președinte, format din nouă membri și un Consiliu Științific, cu rol consultativ în domeniul dezvoltării colecțiilor și al activităților culturale, format din șapte membri. De asemenea, în cadrul bibliotecii funcționează comisii de specialitate: Comisia pentru monitorizarea, coordonarea și îndrumarea metodologică a dezvoltării sistemului de control intern/managerial, Comisia de etică, Comisia  de eliminare a documentelor din colecțiile bibliotecii, Comisia de selecție și gestionare a donațiilor de publicații - persoane fizice și Comisia internă de evaluare a ofertelor primite din SEAP/SICAP. Conducerea bibliotecii este asigurată de către director, un director adjunct de specialitate și un director adjunct economic.. Directorul răspunde de organizarea și funcționarea bibliotecii, reprezintă instituția în relațiile cu persoane juridice și persoane fizice și este ordonator de credite. Atribuțiile și competențele personalului sunt stabilite de către director la propunera șefilor de servicii și birouri..
1. SERVICIUL DEZVOLTAREA COLECȚIILOR. INFORMATIZARE
  - Biroul Achiziții, prelucrare, donații, relații cu editurile
  - Biroul Informatizare
2. SERVICIUL ÎMPRUMUT CARTE PENTRU ADULȚI
  - Compartimentul Împrumut carte pentru adulți
  - Compartimentul „Multiculturalia” - carte în limbi străine
  - Compartimentul „Front Desk” -  informare și înscriere cititori
  - Filiala „Centrul de zi pentru vârstnici”
3. SERVICIUL ÎMPRUMUT CARTE PENTRU COPII ȘI TINERET. FILIALE
  - Compartimentul Împrumut carte pentru copii
  - Compartimentul Sala de lectură - copii
  - Compartimentul Ludoteca
  - Filiala „Nicolae Iorga”
  - Filiala „Traian”
  - Filiala „Ion Șiugariu”
4. SERVICIUL SĂLI DE LECTURĂ
  - Compartimentul Sala de lectură - Carte curentă
  - Compartimentul Sala de lectură - Periodice
  - Compartimentul „Britannica” și „American Corner”
  - Compartimentul Colecții speciale
  - Compartimentul Mediatecă
5. SERVICIUL RELAȚII INTERNAȚIONALE. PROGRAME ȘI PROIECTE. ACTIVITĂȚI INOVATIVE ȘI ALTERNATIVE. VOLUNTARIAT. COLABORARE INTERINSTITUȚIONALĂ
  - Biroul Editare publicații. Depozit Legal
  - Compartimentul Asistență metodică
  - Compartimentul Programe și proiecte. Servicii inovative și alternative
  - Compartimentul Carte pentru românii de pretutindeni
  - Compartimentul Relații publice. Studio video
  - Filiala „Penitenciar”
  - Filiala „Firiza”
  - Filiala „Centrul de zi Romanii”
6. SERVICIUL FOND DOCUMENTAR AL ACADEMIEI ROMÂNE
7. SERVICIUL REVISTA „FAMILIA ROMÂNĂ”
8. SERVICIUL CONTABILITATE, FINANCIAR, ADMINISTRATIV. RESURSE UMANE
  - Compartimentul Contabilitate financiar
  - Compartimentul Resurse umane
  - Comportimentul Administrativ legătoria
9. SERVICIUL ÎNTREȚINERE
  - Comportimentul Întreținere

## Directori
- 1951–1953: Ecaterina Vida
- 1953–1955: Gheorghe Marcu
- 1955–1956: Vasile Nistor
- 1956–1962: Octavian Bandula
- 1962–1965: Mircea Pop
- 1965–1967: Iosif Capocean
- 1967–1975: Ioan Igna
- 1975–1990: Valentin Băințan
- 1990–1992: Teodor Ardelean
- 1982–2001: Laura Temian
- 2001–0000: Teodor Ardelean

## Statistici
| An   | Cititori         |
| ---- | ---------------- |
| 1951 | 858              |
| 1952 | 1,726(+101,39%)  |
| 1953 | 2,986(+73%)      |
| 1954 | 3,651(+22,27%)   |
| 1956 | 4,800(+31,47%)   |
| 1957 | 5,226(+8,87%)    |
| 1962 | 7,303(+39,74%)   |
| 1965 | 10,185(+39,46%)  |
| 1975 | 25,000(+145,65%) |
| 1976 | 27,500(+10%)     |
| 1977 | 29,000(+9,09%)   |
| 1988 | 20,500(-29,31%)  |
| 2012 | 38,831(+89,41%)  |
| 2013 | 37,783(-2,69%)   |
| 2014 | 34,577(-8,48%)   |
| 2015 | 33,721(−2,47%)   |
| 2016 | 33,057(−1,96%)   |

| An   | Volume           |
| ---- | ---------------- |
| 1951 | 18,561           |
| 1952 | 23,204(+26,09%)  |
| 1953 | 26,513(+14,26%)  |
| 1954 | 33,555(+26,56%)  |
| 1955 | 40,000(+19,20%)  |
| 1956 | 44,915(+12,28%)  |
| 1957 | 50,000(+11,32%)  |
| 1960 | 60,000(+20%)     |
| 1965 | 85,058(+41,76%)  |
| 1969 | 110,000(+29,32%) |
| 1975 | 140,000(+27,27%) |
| 1976 | 157,000(+12,14%) |
| 1981 | 185,000(+17,83%) |
| 1984 | 250,000(+35,13%) |
| 1985 | 210,000(−16%)    |
| 1986 | 232,000(+10,47%) |
| 2000 | 320,000(+37,93%) |
| 2010 | 575,000(+79,68%) |
| 2019 | 752,853(+30,93%) |

| An   | Lei                |
| ---- | ------------------ |
| 2007 | 3,300,000          |
| 2008 | 2,900,000(-12,12%) |
| 2014 | 3,863,400(-33,20%) |
| 2015 | 3,850,000(-0,33%)  |
| 2016 | 3,606,000(-6,33%)  |
| 2017 | 5,233,600(+45,13%) |
| 2018 | 5,883,000(+12,40%) |
| 2019 | 7,351,960(+28,02%) |
| 2020 | 7,530,000(+2,42%)  |
| 2021 | 6,695,000(-11.08%) |